# Szkoła Warszawska
Szkoła Warszawska – polskie ugrupowanie artystyczne zrzeszające malarzy, działające w latach 1929–1939.

## Historia i profil
Grupa powstała w Warszawie z inicjatywy studentów Szkoły Sztuk Pięknych (od 1932 ASP), drugiego pokolenia uczniów malarza, wykładowcy i animatora życia artystycznego – Tadeusza Pruszkowskiego. Jednym z jej głównych założeń było pragnienie tworzenia malarstwa opartego na solidnym i rzetelnym warsztacie. Prezesem ugrupowania został Włodzimierz Bartoszewicz.
Malowali pod wpływem francuskich postimpresjonistów. Ich twórczość wykazywała tendencje do dekoracyjności – preferowali jaśniejsze odcienie. Zajmowali się głównie tematyką rodzajową – nierzadko związaną z otaczającą rzeczywistością, pejzażową i martwą naturą. W 1930 odbyła się pierwsza wystawa grupy. Później wielu członków Szkoły wystawiało swoje prace w „Salonach Plastyków BZAP”, organizowanych w salach Instytutu Propagandy Sztuki w Warszawie.
W 1934 ugrupowanie, nie zaprzestając działalności pod własnym szyldem, przyłączyło się do ww. Bloku Zawodowych Artystów Plastyków.

## Członkowie
Eugeniusz Arct, Włodzimierz Bartoszewicz, Leokadia Bielska-Tworkowska, Michał Bylina, Władysław Koch, Antoni Łyżwański, Wacław Palessa, Jadwiga Przeradzka, Aleksander Rak, Teresa Roszkowska, Wacław Ujejski, Efraim i Menasze Seidenbeutelowie.

## Uwaga
1. ↑  Grupa studentów SSP należąca do pierwszego pokolenie uczniów Tadeusza Pruszkowskiego zrzeszyła się w Bractwie św. Łukasza.